# Omar Khayyam
Ghiyās od-Dīn Abol-Fath Omār ibn Ebrāhīm Khayyām Neyshābūri (persiska: غیاث الدین ابو الفتح عمر بن ابراهیم خیام نیشابوری), född 18 maj 1048 i Neyshabur Persien, död 4 december 1131 i Neyshabur, var en persisk poet, matematiker, filosof och astronom som levde i Persien. Hans namn ges också som Omar Khayyam.

## Biografi
Om Omar Khayyams levnadslopp finns vissa säkra hållpunkter och många antaganden och legender. Han föddes troligen 1048 i Neyshabur (Nishapur) i Persien, då seldjukisk huvudstad i provinsen Khorasan i nutidens nordöstra Iran. Några forskare anger med ledning av uppgifter i hans horoskop till och med dagen, 18 maj 1048. Hans familj eller släkt kan ha varit tältmakare; det arabiska al-khayyami betyder just "tältmakare". En känd ruba’i (fyrradig dikt) anspelar på detta i en ordlek (författaren kan ha varit Omar Khayyam):
Khayyam, som sydde vetenskapens tält,
Har fallit i sorgens ugn och blivit plötsligt bränd,
Ödets saxar har skurit hans livs tältrep,
Och hoppets mäklare har sålt honom för intet!
I Neyshabur fanns ett berömt lärosäte. Khayyam studerade troligen filosofi, matematik och astronomi både där och i staden Balkh (dagens norra Afghanistan). Han kom redan som ung att behärska en stor del av sin tids grekisk-arabiska vetande och blev som vetenskapsman känd och aktad i den arabiska och muslimska kulturkretsen.
Som forskare var han beroende av stöd från det seldjukiska hovet eller från andra makthavare. I Samarkand fick han beskydd av domaren Abu Tahir. Det var här som han cirka 1070 skrev en berömd avhandling om tredjegradsekvationer. Ett supplement tillkom senare när han befann sig i Isfahan dit sultan Jalal al-Din Malik-shah och dennes vesir Nizam al-Mulk inbjudit honom för att leda observatoriet i staden.
Khayyam stannade i Isfahan i nästan arton år. Bland annat utarbetade han och hans medarbetare olika astronomiska tabeller. Av bestående värde blev den kalender som tillkom under hans ledning, kallad Jalal-kalendern efter den regerande sultanen. Kalendern var i bruk 1079-1925. Den innebar att en skottdag sköts år 4, 8, 12, 16, 20, 24, 28 och 33, varefter en ny cykel påbörjades. Årets längd blev därmed i genomsnitt 365,2424 dygn. Detta överensstämmer något bättre med verkligheten än den gregorianska kalender gör som tillämpas i de flesta länder idag, som ger årets längd till 365,2425 dygn.
I Isfahan verkade han också som hovastrolog, trots att han enligt ett samtida vittne inte trodde att himlakropparna hade någon inverkan på människans liv.
1092 dog sultanen och vesiren blev mördad. Mer ortodoxa muslimer fick inflytande i hovet vilket ledde till att stödet för Omar och för observatoriet drogs in. Khayyam hade gjort sig känd som fritänkare och blivit anklagad för ateism. Han gjorde eventuellt en pilgrimsresa till Mecka för att rentvå sig från dessa anklagelser. 1118 bosatte han sig i staden Merv, Mary i nuvarande Turkmenistan. Det förekommer olika uppgifter om när och var Omar Khayyam dog. Ofta anges 4 december 1132 i Neyshabur där hans grav finns, men åren 1122 eller 1123 nämns i vissa källor.

### Legend
Enligt en välkänd legend kallad Tre skolkamrater studerade två andra exceptionella studenter under Imam Mowaffaq runt samma tid: Nizam al-Mulk (född 1018) och Hassan-i Sabbah (född 1034). Det sades att dessa studenter blev vänner, och efter att Nizam al-Mulk blev vesir gick Hassan-i Sabbah och Omar Khayyam till honom och bad honom dela i hans stora lycka. Hassan-i Sabbah krävde och fick en plats i regeringen, men han var ambitiös, och avlägsnades från makten efter att han deltagit i en misslyckad kupp för att störta vesiren. Khayyam var mer blygsam och bad endast om en plats att leva, studera och be på. Han gavs en årlig pension på 1200 mithkals guld från Nishapurs tillgångar. Han levde på denna pension under resten av sitt liv.
Äktheten i denna legend erkänns inte av många, delvis på grund av åldersskillnaden på 30 år mellan Khayyam och Nizam al-Mulk, vilket gör det osannolikt att de två hade gått i skolan tillsammans, dessutom växte de tre männen upp i olika delar av landet. Populariteten av legenden är dock stor och kan kanske förklaras med att de tre männen var de mest framstående figurerna under sin tid och representerade de tre dominerande sätten att se på förbättring av samhället; den vetenskapliga upptäckten, personifierad av Khayyam, beväpnat uppror, representerat av Hassan-i Sabbah, och att stärka etablissemanget, lagen och ordningen representerat av Nizam al-Mulk.

## Vetenskapliga skrifter
Khayyam var i sin samtid känd som en framstående matematiker, astronom, filosof och kritiker av islam. Hans skönlitterära verk är skrivna på persiska.
Redan som ung skrev Khayyam om algebra, aritmetik och musikteori. Ca 1070 författade han en berömd avhandling om tredjegradsekvationer. Med utgångspunkt i Euklides geometriska metod för lösning av andragradsekvationer framlade han den första generella metoden för lösning av tredjegradsekvationer med positiva rötter.
1077 bidrog han i en uppsats till ökad förståelse av Euklides omstridda femte axiom, parallellaxiomet. Andra texter behandlade binomialutveckling, proportioner, han tog steg mot begreppet reella tal etc. Dessutom skrev han uppsatser om filosofi; om människans existens och fria vilja mm.

## Rubaiyat
Det persiska ordet rubaiyat är pluralis av rubai, på svenska ungefär fyrradig vers. Det var en vanlig versform i Persien med rimflätningen aaba; första, andra och fjärde raderna rimmar alltså. De två första raderna ger uttryck för en tanke, en naturscen eller en känsla. I den tredje kommer en motsägelse eller en utvidgning. I slutraden kommer en pregnant eller tankediger uppföljning.
I det medeltida Persien var det vanligt att lärda, vid sidan av sin vetenskap, även skrev poesi. Så gjorde den persiske filosofen Avicenna (ca 980-1037), vars livssyn Omar Khayyam tog intryck av. Det nämns dock ingenstans i samtida källor att Khayyam vid sidan av sina vetenskapliga arbeten på arabiska även skrev poesi på persiska. Han sammanställde inte själv någon divan av sina dikter. På 1170-talet omtalas han dock som en av Khorasans poeter. Samlingar av Khayyams rubaiyat började att dyka upp på 1400-talet. Det rörde sig om avskrifter av dikter som tillskrevs Khayyam. Några av dem var otvivelaktigt äkta, men många var snarare dikter skrivna i hans anda. Forskare har ägnat mycket möda åt att sålla fram ”äkta” Khayyam-rubaiyat. Av kanske 1 500 kända rubaiyat, anses ca 250 säkert vara skrivna av Khaiyam.
Poeten Omar Khayyam blev på allvar känd i Europa när den brittiske författaren Edward FitzGerald 1859 gav ut The Rubáiyát of Omar Khayyam : the astronomer-poet of Persia. Boken ”frammanade en nästan hysterisk Khayyam-kult i den anglosaxiska världen … [Den] Omar som FitzGerald tecknade, den lätt cyniske, arrogante och respektlöse snobben, passade in i tidens spleensjuka Europa.” Många har framhållit att FitzGeralds tolkning är mycket fri, att den inte ger en rättvisande bild av Khayyams Rubaiyat. Trots detta använde många översättare, också svenska, FitzGeralds engelska version när de skulle överföra dikterna till olika europeiska språk. Med tiden kom dock allt fler tolkningar direkt från persiskan, bland dem Eric Hermelins svenska prosaöversättning Rubā iyāt (1928).
I Khayyams Rubaiyat blandas livsglädje och njutningslust med pessimism och melankoli. Khayyam intar en skeptisk och rationalistisk grundhållning. Bildspråket liknar den sufiska traditionens, men där orden ”vin” och ”kärlek” hos sufierna står för extatiska försök att nå Gud handlar det för Khayyam mer om uppskatta det jordiskt goda och sköna. (”Vinet var avgjort jordiskt vin, i första hand, i första bästa krus; men just däri låg dess helighet.") Han kritiserar hyckleri och religiös intolerans, uttrycker tankar om en universell religion, beklagar livets korthet och undrar över dess mening. Han räknar inte med att själen överlever döden; det är därför bättre att försöka njuta i detta livet än att vänta på ett paradis. 
Khayyam leker med ordens dubbeltydigheter och att ord kan tolkas bildligt eller bokstavligt. Gud liknas ofta och kanske ironiskt vid en krukmakare.
Det finns en kalk, förnuftet hyllar den
och kysser pannan om och om igen.
Drejarens hjul kan skapa just en sådan
och krossa den mot hårda klippan sen.

## Utmärkelser
1970 uppkallades nedslagskratern Omar Khayyam på månen efter honom. Även asteroiden 3095 Omarkhayyam är uppkallad efter honom.

## Diverse
I den fransk-libanesiske författaren Amin Maaloufs roman Samarkand (på svenska 1993) skildras tillkomsten av Khayyams Rubaiyat.
Kerry Thornley använde det heliga namnet Omar Khayyam Ravenhurst i Principia Discordia, discordianismens heliga skrift. Tillsammans med Robert Anton Wilson skapade Thornley "Bayerska illuminati", ett skämt som så småningom mynnade ut i romanen The Illuminatus! trilogy, där Omar Khayyam Ravenhursts visdomar är återkommande.

## Bibliografi

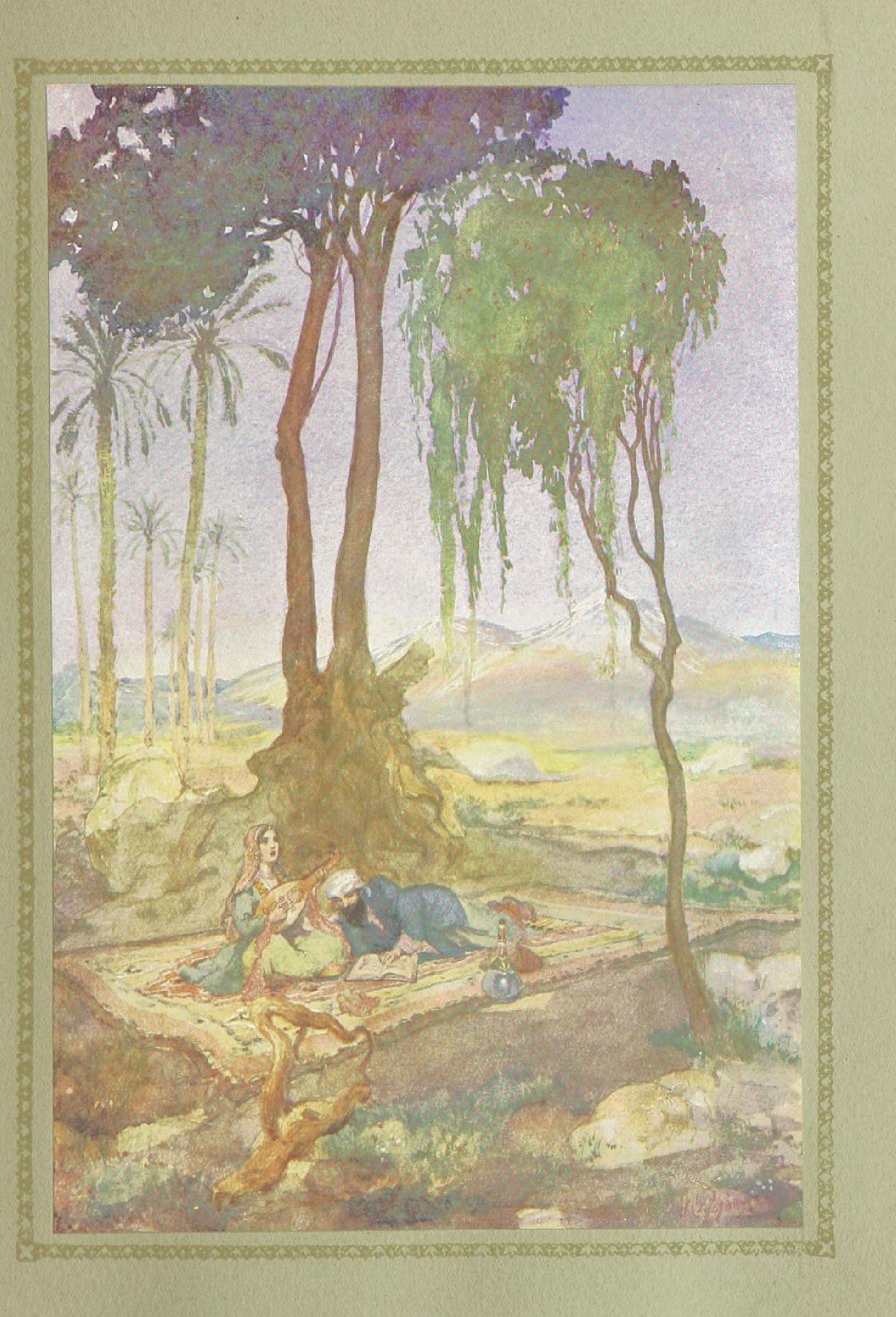
Illustration ur en utgåva av FitzGeralds översättning (1913)

### Direkta översättningar till svenska
- Rubā iyāt / [övers. av Eric Hermelin]. Lund: Gleerup. 1928. Libris 1877744. http://hdl.handle.net/2077/51936
- Rubaiyat (Facs.-utg / förord och efterskrift: Ulf I Eriksson). Lund: Ellerström. 1993. Libris 7758523. ISBN 91-86488-57-0
- Rubáiját / översättning från originalet av Akbar Golrang och Sven Christer Swahn (1. uppl). Lund: Berättarförl. 1994. Libris 7795919. ISBN 91-972004-4-1
- Rubáiját / nytolkning från originalet av Akbar Golrang, Sven Christer Swahn ; [språklig bearbetning: Erik Holst] (1. uppl). Lund: Berättarförl. 1996. Libris 7795922. ISBN 91-972004-8-4 - Utdrag (pdf) - Recensioner
- Rubáíyyát : (Fyrradingar) / [nytolkning från originalet: Vahideh Salimi, Jan Stenis]. Stockholm: Baháʾíförl. 2001. Libris 8374505. ISBN 91-7444-124-8

### Edward FitzGeralds översättning till engelska
- Rubáiyát of Omar Khayyám, the astronomer-poet of Persia / translated into English verse. (Copy 1, first edition. Cf. Potter). London: B. Quaritch. 1859. Libris 10378198. http://posner.library.cmu.edu/Posner/books/book.cgi?call=891.5_O24RUB_1859

### Svenska översättningar efter Edward FitzGerald
- Rubaiyat af Omar Khayyam : Edward Fitz Geralds tolkning i svensk dräkt af A.G. Damm. Stockholm. 1910. Libris 3145972
- Rubaiyat / Omar Khayyam på svenska av Sten Selander. Stockholm: Bonnier. 1919. Libris 1656879
- Rubaiyat av Omar Khayyam : [Svensk nytolkning av Ole Torvalds efter Fitzgeralds andra engelska version 1868. Teckningar i färg av Oskar Bergman.]. Stockholm. 1948. Libris 3145966
- En liten bok med Omar Khayyáms Rubáiyát / från Edward Fitzgeralds engelska översättning ; svenska tolkningar av Sten Selander och Ole Thorvalds valda och kompletterade av Kiki Lindell. Vällingby: Strömberg. 1997. Libris 8370896. ISBN 91-7151-108-3